# Deutsche Fußballmeisterschaft 1920/21
Die vierzehnte deutsche Fußballmeisterschaft erlebte mit dem Titelgewinn durch den 1. FC Nürnberg die erste erfolgreiche Titelverteidigung. Die Dominanz der Nürnberger war dabei in diesem Jahr geradezu erdrückend. Mit dem Hamburger SV trat eine weitere große Mannschaft des deutschen Fußballs erstmals bei der Endrunde in Erscheinung. Der Verein war am 1. Juni 1919 durch den Zusammenschluss von SC Germania, Hamburger FC und FC Falke 06 entstanden. Der erste Auftritt des Norddeutschen Meisters war allerdings eine Enttäuschung.
In Nordostdeutschland konnte der VfB Königsberg nicht an der Endrunde teilnehmen, da er seinen nordostdeutschen Meistertitel erst nach einem Protest erringen konnte. Der Stettiner SC, zum Zeitpunkt des Endrundenbeginns anerkannter Meister, nahm an der deutschen Meisterschaft teil.
Auch in diesem Jahr ermittelte der Arbeiter-Turn- und Sportbund wieder seinen eigenen deutschen Fußballmeister. Titelträger wurde der VfL Leipzig-Stötteritz. Und auch der katholische Sportverband, die Deutsche Jugendkraft, spielte zum ersten Mal seinen Titelträger aus: Sieger wurde die DJK Katernberg.

## Teilnehmer an der Endrunde
| Verein                     | Qualifiziert als                                                    |
| Stettiner SC               | Vertreter des Baltischen Rasensport-Verbandes                       |
| Vereinigte Breslauer Spfr. | Meister des Südostdeutschen Fußball-Verbandes                       |
| Vorwärts 90 Berlin         | Meister des Verbandes Brandenburgischer Ballspielvereine            |
| Hallescher FC Wacker       | Meister des Verbandes Mitteldeutscher Ballspiel-Vereine             |
| Hamburger SV               | Meister des Norddeutschen Fußball-Verbandes                         |
| Duisburger SpV             | Meister des Westdeutschen Spiel-Verbandes                           |
| 1. FC Nürnberg             | Meister des Verbandes Süddeutscher Fußball-Vereine/Titelverteidiger |

## Viertelfinale
| Datum        |                      | Ergebnis             |                      | Stadion                               |
| ------------ | -------------------- | -------------------- | -------------------- | ------------------------------------- |
| 22. Mai 1921 | Duisburger SpV       | 2:1 n. V. (1:0, 1:1) | Hamburger SV         | Duisburg, Borussia-Platz am Kalkweg   |
| 22. Mai 1921 | Vgt. Breslauer Spfr. | 1:2 (0:1)            | Hallescher FC Wacker | Breslau, Sportpark Grüneiche          |
| 22. Mai 1921 | Stettiner SC         | 1:2 (1:0)            | Vorwärts 90 Berlin   | Stettin, Titania-Platz Deutscher Berg |

Der 1. FC Nürnberg zog kampflos ins Halbfinale ein.

## Halbfinale
| Datum        |                      | Ergebnis             |                | Stadion                                              |
| ------------ | -------------------- | -------------------- | -------------- | ---------------------------------------------------- |
| 29. Mai 1921 | Hallescher FC Wacker | 1:5 (1:3)            | 1. FC Nürnberg | Halle (Saale), SV 1898-Platz an der Merseburger Str. |
| 29. Mai 1921 | Vorwärts 90 Berlin   | 2:1 n. V. (1:1, 1:1) | Duisburger SpV | Berlin, Schebera-Platz am Gesundbrunnen              |

- Quelle: Libero Nr.D6/D7 1993, Seite 20.

## Finale
| 1. FC Nürnberg                                                               | 1. FC Nürnberg | Vorwärts 90 Berlin | Vorwärts 90 Berlin |
| ---------------------------------------------------------------------------- | --- | --- | ------------------ |
| 1. FC Nürnberg                                                               | \| Sonntag, 12. Juni 1921 in Düsseldorf (DSC 99-Platz an der Windscheidtstraße) \| \| Ergebnis: 5:0 (3:0) \| \| Zuschauer: 27.000 \| \| Schiedsrichter: Peco Bauwens (Köln) \| | \| Sonntag, 12. Juni 1921 in Düsseldorf (DSC 99-Platz an der Windscheidtstraße) \| \| Ergebnis: 5:0 (3:0) \| \| Zuschauer: 27.000 \| \| Schiedsrichter: Peco Bauwens (Köln) \| | Vorwärts 90 Berlin |
| 1. FC Nürnberg                                                               | Heinrich Stuhlfauth, Gustav Bark, Michael Grünerwald, Anton Kugler, Hans Kalb, Carl Riegel, Wolfgang Strobel, Luitpold Popp, Willy Böß, Heinrich Träg, Hans Sutor              | Albert Weber – Walter Probst, Walter Fritzsche – A. Rotkehl, Karl Hüttig, Willy Puls – Erich Kretschmann, Wilhelm Hoffmann, Hermann Paul, Karl Wolter, Georg Schumann          | Vorwärts 90 Berlin |
| 1. FC Nürnberg                                                               | 1:0 Popp (13.) 2:0 Träg (14.) 3:0 Träg (35.) 4:0 Popp (76.) 5:0 Popp (87.) | | Vorwärts 90 Berlin |
| Sonntag, 12. Juni 1921 in Düsseldorf (DSC 99-Platz an der Windscheidtstraße) | | |                    |
| Ergebnis: 5:0 (3:0)                                                          | | |                    |
| Zuschauer: 27.000                                                            | | |                    |
| Schiedsrichter: Peco Bauwens (Köln)                                          | | |                    |

## Torschützenliste

Fahne
zur Meisterschaft
am Frankenstadion

| Spieler | Spieler          | Verein          | Spiele | Tore |
| ------- | ---------------- | --------------- | ------ | ---- |
| 1.      | Luitpold Popp    | 1. FC Nürnberg  | 2      | 5    |
| 2.      | Heinrich Träg    | 1. FC Nürnberg  | 2      | 3    |
| 3.      | Wilhelm Hoffmann | BFC Vorwärts 90 | 3      | 3    |
| 4.      | Leo Fiederer     | Duisburger SpV  | 2      | 2    |